# Meloimorpha
Meloimorpha is een geslacht van rechtvleugeligen uit de familie krekels (Gryllidae). De wetenschappelijke naam van dit geslacht is voor het eerst geldig gepubliceerd in 1870 door Walker.

## Soorten
Het geslacht Meloimorpha omvat de volgende soorten:
- Meloimorpha albicornis Walker, 1869
- Meloimorpha cincticornis Walker, 1870
- Meloimorpha indica Agarwal & Sinha, 1988
- Meloimorpha japonica Haan, 1842